# Rosenbaum House
Pour les articles homonymes, voir Rosenbaum et House.
Rosenbaum House ou Frank Lloyd Wright Rosenbaum House est une villa de style moderne-usonia-organique-Prairie School, construite en 1939 par l'architecte américain Frank Lloyd Wright (1867-1959), à Florence en Alabama aux États-Unis. Elle est inscrite au Registre national des lieux historiques depuis 1978, et transformée en musée depuis 2002.

## Historique
Après avoir lu l'autobiographie de Frank Lloyd Wright dans la revue Time (magazine) de 1938, Stanley et Mildred Rosenbaum lui demande de leur construire cette maison usonia sur un terrain arboré de 8 100 m², pour s'y installer en 1940, avec leurs quatre enfants (dont Jonathan Rosenbaum, futur critique de cinéma américain). Des photos de la maison sont alors exposées le mois suivant au Museum of Modern Art (MoMa) de Manhattan à New York. 

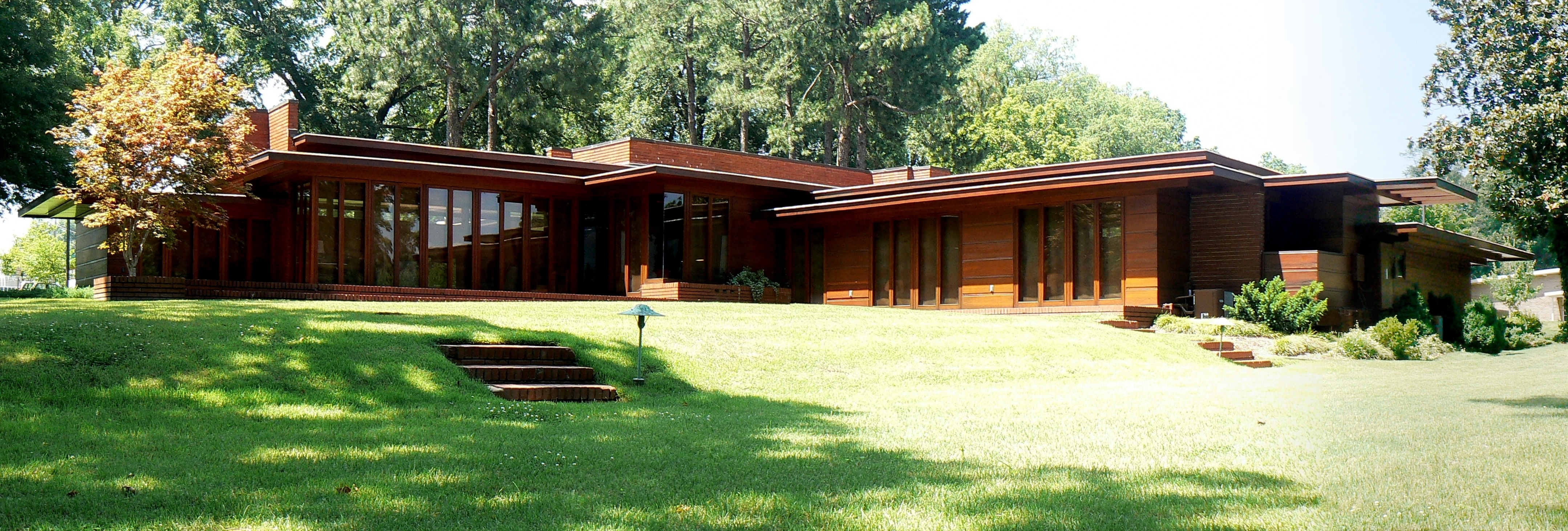

Cette villa usonia caractéristique de 143 m² est construite en forme de L, en brique et bois de cyprès, avec de vastes baies vitrées,  terrasse, toit-terrasse, et de nombreux mobiliers intégrés. Les Rosenbaum font agrandir leur maison de 100 m² en 1948.

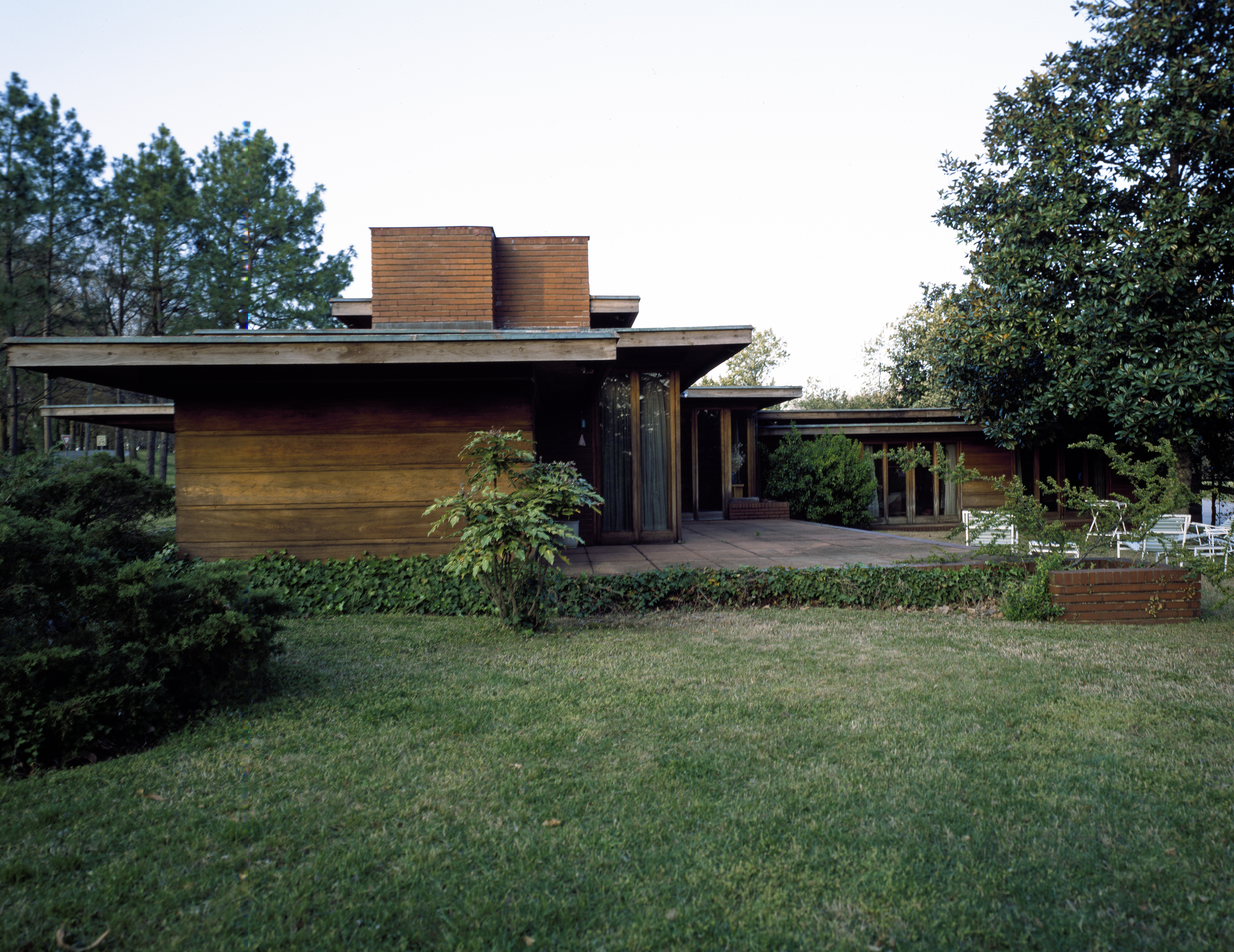

La famille Rosenbaum y vit jusqu'en 1999, avant de la revendre à la municipalité de Florence, pour la faire entièrement rénover selon les plans d'origine, avant de l'ouvrir au public en 2002 sous forme de musée municipal.

## Villas usonia de Frank Lloyd Wright
Cette villa fait partie d'une importante série de villas usonia de Frank Lloyd Wright, avec entre autres les villa Hanna-Honeycomb (1937), Bernard Schwartz House (1939), Charles Manson House (1941), Villa Weltzheimer-Johnson (1949), Villa Melvyn Maxwell et Sara Stein Smith (1950), Alvin Miller House (1951), Laurent House (1951), Zimmerman House (1951)... 